# 維京古足球會
維京古足球會，一般稱為維京古（或），國際慣例稱為，是一支冰岛體育會，現時於冰超作賽。球會位於首都雷克雅維克。他們最知名的是足球隊及手球隊，成立於1908年，是國內最成功的球會之一，奪得過六次超聯冠軍、5次甲組冠軍及一次盃賽冠軍。